# Dorf (kanton Zurych)
Dorf (gzu. Doorff) – miejscowość i gmina (Politische Gemeinde) w północnej Szwajcarii, w kantonie Zurych, w okręgu (Bezirk) Andelfingen.  

## Demografia
W Dorfie mieszka 712 osób. W 2021 roku 10,1% populacji gminy stanowiły osoby urodzone poza Szwajcarią.